# Evian

Evian – akratopega wypływająca z kilku źródeł w okolicy Évian-les-Bains we Francji, w departamencie Górna Sabaudia (region Rodan-Alpy). Zawiera wapń, magnez, sód, potas, siarczany.
Jest butelkowana od 1826 roku, a od 1970 roku zajmująca się tym lokalna spółka należy do koncernu Danone. Limitowane serie butelek dla wody Evian projektowali Christian Lacroix i Jean-Paul Gaultier.

## Skład poszczególnych jonów
| Składniki             | Zawartość mg/l |
| --------------------- | -------------- |
| wapń (Ca2+)           | 80             |
| magnez (Mg2+)         | 26             |
| chlorki (Cl−)         | 6,8            |
| sód (Na+)             | 6,5            |
| potas (K+)            | 1              |
| siarczany (SO2−4)     | 12,6           |
| wodorowęglany (HCO−3) | 360            |
| azotany (NO3−)        | 3,7            |
| krzemionka (SiO2)     | 15             |
| Razem                 | 511,6          |